# UFC Fight Night: Edwards vs. Muhammad
UFC Fight Night: Edwards vs. Muhammad (también conocido como UFC Fight Night 187, UFC on ESPN+ 45 y UFC Vegas 21) fue un evento de artes marciales mixtas producido por Ultimate Fighting Championship que tuvo lugar el 13 de marzo de 2021 en las instalaciones del UFC Apex en Enterprise, Nevada, parte del área metropolitana de Las Vegas, Estados Unidos.

## Antecedentes
Se esperaba que el combate de peso wélter entre Leon Edwards y Khamzat Chimaev fuera el evento principal. El emparejamiento se ha programado como cabeza de cartelera y se ha cancelado en dos ocasiones anteriores debido a problemas relacionados con el COVID-19 que afectan a ambos luchadores. Primero en UFC Fight Night: Thompson vs. Neal en diciembre de 2020, y de nuevo en UFC on ESPN: Chiesa vs. Magny en enero de este año. El 11 de febrero, el combate fue cancelado por tercera vez, ya que se anunció que Chimaev todavía estaba sufriendo los efectos persistentes de COVID-19 y se retiró del combate. Edwards se enfrentó a Belal Muhammad en su lugar.
Estaba previsto un combate de peso gallo entre Irwin Rivera y Ray Rodriguez. Sin embargo, el 7 de enero salió a la luz la noticia de que Rivera había sido detenido por dos cargos de intento de asesinato en el condado de Palm Beach, Florida, después de que supuestamente apuñalara a sus dos hermanas. Actualmente se encuentra detenido en la cárcel del condado de Palm Beach sin derecho a fianza. Fue sustituido por Rani Yahya.
Se esperaba que Tagir Ulanbekov y el veterano Matheus Nicolau se enfrentaran en un combate de peso mosca en UFC 257, pero Ulanbekov se retiró a finales de diciembre por razones no reveladas. El emparejamiento fue finalmente reprogramado para este evento. Sin embargo, Ulanbekov se retiró de nuevo y fue sustituido por el ex Campeón del Peso Gallo de Rizin FF, Manel Kape.
Para este evento estaba previsto inicialmente un combate de peso pesado entre Jairzinho Rozenstruik y Ciryl Gane. Sin embargo, fueron trasladados para encabezar UFC Fight Night: Rozenstruik vs. Gane después de que el evento principal original entre el ex retador del Campeonato de Peso Semipesado de la UFC Dominick Reyes y el ex Campeón de Peso Semipesado de Rizin Jiří Procházka fuera cancelado por razones no reveladas.
Se esperaba que Guram Kutateladze se enfrentara a Don Madge en un combate de peso ligero en el evento. Sin embargo, Kutateladze se retiró a principios de febrero por una lesión de rodilla. Fue sustituido por Nasrat Haqparast. A su vez, Madge se retiró el 6 de marzo por problemas de visa. Haqparast se enfrentó finalmente al recién llegado a la promoción Rafa García.
El ganador de peso ligero de The Ultimate Fighter: Team McGregor vs. Team Faber, se esperaba que Ryan Hall se enfrentara a Dan Ige en un combate de peso pluma en el evento. Sin embargo, Hall se retiró del combate el 11 de febrero debido a razones no reveladas. Ige se enfrentó a Gavin Tucker en su lugar.
Se esperaba que Misha Cirkunov se enfrentara a Ryan Spann en un combate de peso semipesado en UFC Fight Night: Thompson vs. Neal. Sin embargo, Cirkunov se retiró debido a una lesión. La pelea tuvo lugar en este evento.
Se esperaba que Charles Jourdain se enfrentara a Steve Garcia en un combate de peso pluma en el evento. Sin embargo, Garcia se retiró del combate por razones desconocidas y fue sustituido por Marcelo Rojo.
Se esperaba una revancha de peso paja femenino entre la ex Campeona de Peso Paja de Invicta FC Angela Hill y Ashley Yoder en UFC Fight Night: Rozenstruik vs. Gane. Las dos se enfrentaron antes en The Ultimate Fighter: Redemption Finale en julio de 2017, con Hill ganando por decisión unánime. Su segundo encuentro fue pospuesto el día de ese evento, ya que se anunció que uno de los esquineros de Yoder dio positivo por COVID-19. El combate tuvo lugar en esta cartelera.
Se esperaba un combate de peso pluma entre Ricardo Ramos y Zubaira Tukhugov durante la parte preliminar del evento. Una semana antes del evento, Tukhugov se retiró por razones no reveladas. Los responsables de la promoción decidieron eliminar por completo a Ramos de la cartelera, que se reprogramará para un futuro evento.
Se esperaba un combate de peso pesado entre Ben Rothwell y Philipe Lins en el evento. Sin embargo, durante la semana previa al evento el combate fue retirado de la tarjeta por razones no reveladas. Se espera que el emparejamiento permanezca intacto y se reprograme para UFC on ESPN: Rodriguez vs. Waterson.

## Resultados
1. ↑  Un golpe accidental en el ojo hizo que Muhammad no pudiera continuar.
2. ↑  Anders descargó un rodillazo ilegal en la cabeza de Stewart, que era un rival derribado.

## Premios de bonificación
Los siguientes luchadores recibieron bonificaciones de $50000 dólares.
- Pelea de la Noche: No se concedió ninguna bonificación.
- Actuación de la Noche: Ryan Spann, Dan Ige, Davey Grant y Matthew Semelsberger